# Aïn Kermes
Aïn Kermes est une ville et un chef-lieu de commune du même nom, située dans la wilaya de Tiaret en Algérie.

## Géographie

### Localisation
La commune de Aïn Kermes est située dans la partie occidentale de la wilaya de Tiaret, à 62 km au sud-ouest de la ville de Tiaret. La ville de Aïn Kermes est distante de 226 km d'Oran, 132 km de Mascara et 333 km d'Alger.

### Communes limitrophes
Le territoire administratif de la commune de Aïn Kermes est délimité, au Nord, par la commune de Frenda et la commune de Aïn El Hadid, au Sud, par la commune de Madna et la commune de Sidi Abderrahmane, à l’Est, par la commune de Medrissa, et à l’Ouest, par la commune de Djebilet Rosfa.
|                | Frenda, Aïn El Hadid     |          |
| Djebilet Rosfa | Aïn Kermes               | Medrissa |
|                | Madna, Sidi Abderrahmane |          |